# Adam Dunn
Adam Troy Dunn (* 9. November 1979), mit dem Spitznamen „Big Donkey“, ist ein US-amerikanischer Baseballspieler der Chicago White Sox. Hier spielt er auf den Positionen des First Baseman, Outfielder und Designated Hitter. Er schlägt linkshändig und wirft rechtshändig. Am 18. August 2012 schlug er seinen 400. Home Run.

## Biografie

### Cincinnati Reds
Dunn war ein außergewöhnlicher American Football Quarterback an der New Caney High School in Texas. Nach seinem High-School-Abschluss wurde er von den Cincinnati Reds in der zweiten Runde des 1998 MLB Draft ausgewählt. Sein Debüt gab Dunn am 20. Juli 2001. Im darauf folgenden Monat stellte er mit 12 Hits einen neuen Rekord in der National League für die meisten geschlagenen Hits eines Rookies auf. 2004 hatte er mit 46 Home Runs seine bisher beste Saisonleistung.

### Arizona Diamondbacks
Am 11. August 2008 wurde Dunn zu den Arizona Diamondbacks verkauft.
2008 konnte er bei 19,1 % seiner At-Bats walken, den höchsten Durchschnitt der MLB. Auf der anderen Seite war er bei 651 At-Bats 164-mal Strikeout.

### Washington Nationals
Am 11. Februar 2009 schloss Dunn einen 20 Millionen Dollar Vertrag mit den Washington Nationals.
Bei seinem ersten Einsatz für die Nationals schlug Dunn einen Home Run und hatte vier RBIs. Am 4. Juli schlug er seinen 300. Home Run seiner Karriere.  Während der Saison 2009 begann Dunn meistens auf der First Base Position zu spielen.
Am 7. Juli 2010, beim Spiel der Nationals gegen die San Diego Padres, schlug er das erste Mal in seiner Karriere drei Home Runs in einem Spiel. Dunn und Alfonso Soriano sind die einzigen Spieler der Nationals, die es schafften, drei Runs und zwei Solo-Home Runs zu schlagen.

### Chicago White Sox
Am 2. Dezember 2010 unterschrieb Dunn einen 4-Jahres-Vertrag für 56 Millionen Dollar mit den Chicago White Sox.
Am 6. April 2011 unterzog sich Dunn einer Blinddarmoperation, welche ihn zwang 5 Spiele zu pausieren. Bis dahin hatte er einen Schlagdurchschnitt von .286, schlug ein Home Run und hatte fünf RBIs. Nach seiner Rückkehr kämpfte Dunn, um an seine alte Stärke anzuknüpfen. Was ihm jedoch nicht gelang. Er beendete die Saison mit einem AVG von .159, einer OBP von .292 und SLG von .277, schlug elf Home Runs und schaffte 42 RBIs. Das war die bei Weitem schlechteste Saison seiner Karriere. Hinzu kam, dass er mit 177 Strikeouts einen neuen Chicago White Sox Negativrekord aufstellte.
Mit 60 Errors führt Dunn die Liste aller aktiven Leftfielder der MLB mit den meisten Errors an.
Frustriert über seine schlechten Leistung 2011, versprach Dunn, dass „so etwas nicht wieder passieren wird“.
Bereits Ende Mai 2012 schlug Dunn mehr Home Runs als in der kompletten Saison 2011 und hatte die meisten Walks der American League.
Am 1. Juli wurde er mit vier anderen Spielern der Chicago White Sox in das Team des 83. All Star Game 2012 in Kansas City gewählt. Das war nach 2002 seine 2. Wahl in das All-Star Team.
Dunn schlug am 24. Juli 2012 drei Hits in einem Spiel. Sein zweites Three-Hit-Game seit dem 20. April 2012. Ein Hit davon war ein Home Run, sein bis dahin 30. Home Run der Saison.
Am 13. August, im Spiel gegen die Kansas City Royals, schlug Dunn seinen 35. Home Run der Saison, welcher der 400. seiner Karriere war. Damit ist er der 50. MLB Spieler mit 400 oder mehr Home Runs.

Dunn beendete die Saison 2012 mit einem Schlagdurchschnitt von .204, 41 Home Runs und 96 RBIs. Für diese Leistung wurde er von Sporting News zum AL Comeback Player of the Year gewählt.